# 竹中健太郎
竹中 健太郎（たけなか けんたろう、1972年 - ）は、日本の剣道家。剣道教士八段。元剣道日本代表。兵庫県出身。現在、鹿屋体育大学体育学部教授。

## 経歴
高校は大阪府のPL学園を選び、高校時代は「刀でできないことは竹刀でするな」と指導を受けた。大学は筑波大学に進学。原田悟（警視庁）、高鍋進（神奈川県警）、大関利治（栃木県教員）とは大学時代の後輩にあたる。
卒業後は鳥取県立八頭高等学校で勤務し、2008年に鹿屋体育大学に赴任した。
世界剣道選手権大会の日本代表強化合宿には12年間もの間参加していた。

## 実績
- 全日本剣道選手権大会ベスト8（出場回数7回）
- 世界剣道選手権大会（個人2位）
- 全国教職員大会（個人優勝）
- 全日本学生大会（優勝・二位・三位）